# Getting Over It with Bennett Foddy
Getting Over It with Bennett Foddy est un jeu vidéo de plates-formes en deux dimensions développé par Bennett Foddy. Il est publié le 6 octobre 2017 pour Microsoft Windows et macOS dans le cadre du Humble Bundle, et est joué par plus de 2,7 millions de personnes. Le jeu est publié sur Steam et iOS le 6 décembre 2017, et pour Android le 25 avril 2018.

## Système de jeu

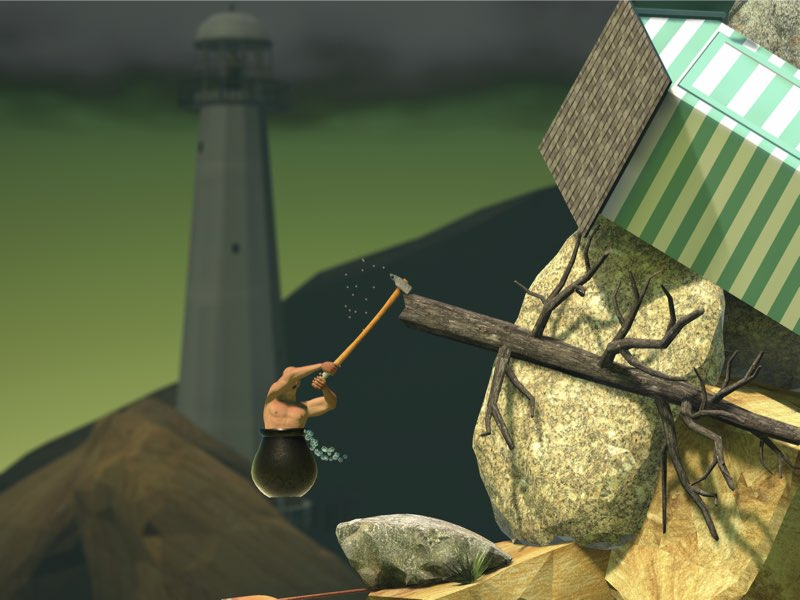
L’avatar du joueur gravit une montagne à l’aide d’un marteau seulement.

Getting Over It met en scène un homme muet nommé Diogène. Celui-ci vit dans un large chaudron en métal, et manie un marteau d'escalade, qu'il utilise pour attraper des objets et se déplacer. À l'aide de la souris ou du pavé tactile, le joueur essaie de déplacer le haut du corps et le marteau afin de gravir une montagne escarpée.
Le jeu est accompagné par le commentaire en voix off de Bennett Foddy, qui aborde divers sujets philosophiques. Le commentaire contient également des citations relatives à la déception et de la persévérance lorsque le joueur perd du terrain.
La difficulté du jeu augmente au fur et à mesure de la progression du joueur. Il n’y a pas de points de contrôle, et le joueur peut à tout moment perdre son avancée. Le jeu se termine lorsqu'un joueur atteint le point le plus haut de la carte, puis pénètre dans l’espace. À la conclusion du jeu, un message demande au joueur s’il est en train d'enregistrer sa partie par capture vidéo. Si le joueur répond non, le jeu donne accès à une salle de chat peuplée par d'autres joueurs ayant terminé le jeu.